# John B. Hearnshaw
John B. Hearnshaw est un astronome néo-zélandais, vice-président de l'Union astronomique internationale de 2018 à 2021.